# Refugiados de Libia

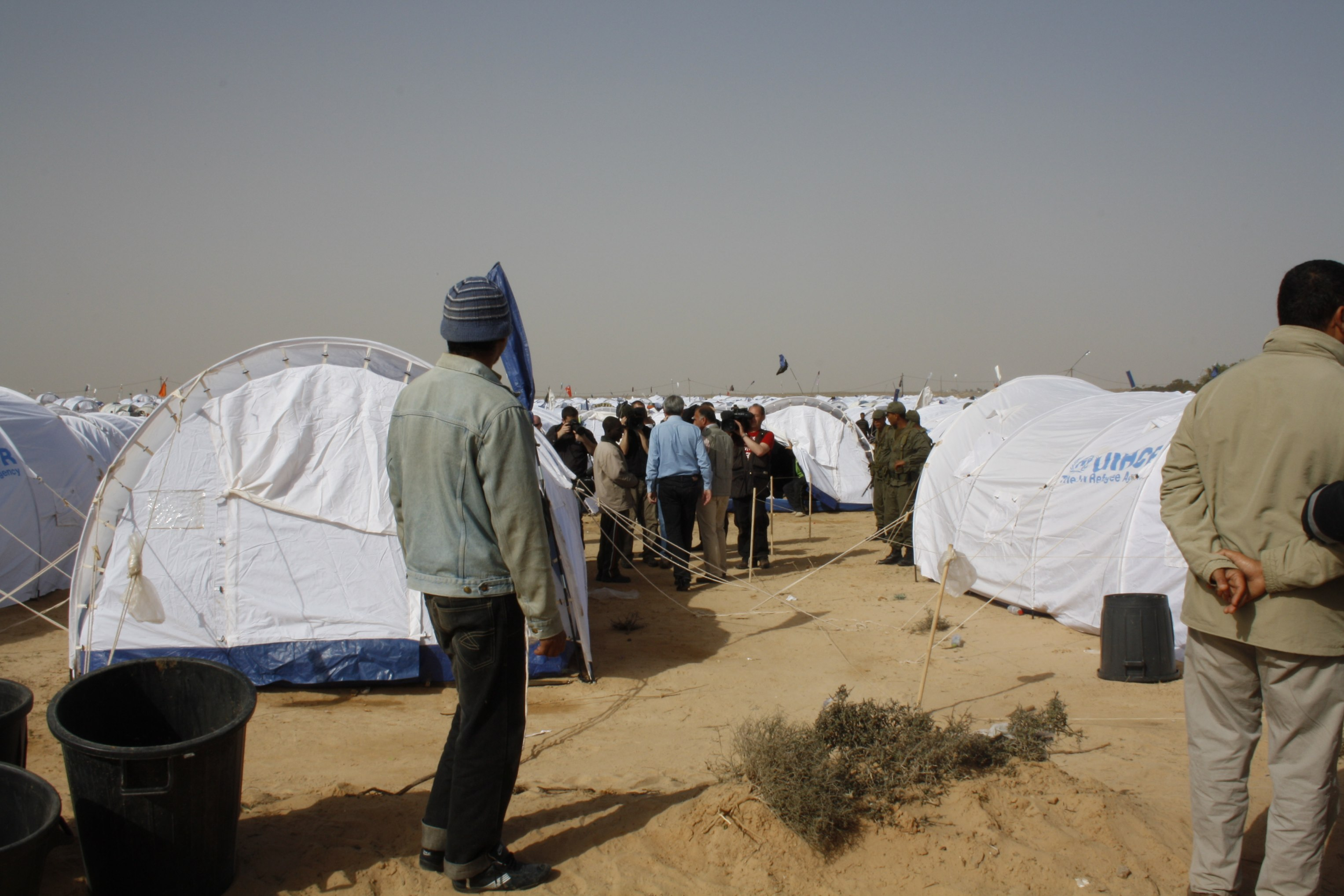
Refugiados de Libia - Hospedados en Túnez

Los refugiados de Libia son los ciudadanos, principalmente libios, que huyeron o fueron expulsados de sus hogares durante la guerra civil libia, desde las fronteras de Libia a los países vecinos de Túnez, Egipto y Chad, así como a los países de Europa a través del Mar Mediterráneo.  La mayoría de los refugiados libios era árabes y bereberes, aunque muchos de los otros grupos étnicos que vivían en Libia de forma provisional procedían del África subsahariana. Además, estos grupos también estaban entre las primeras olas de refugiados que salieron del país. Se estima que el número total de refugiados libios desde junio de 2011 fue de alrededor de un millón y muchos de ellos volvieron cuando terminó la Guerra Civil. Desde enero de 2013, hubo 5252 refugiados procedentes de Libia, además de 59 425 desplazados internos registrados por ACNUR. 
De acuerdo con un artículo del periódico francés Le Monde del 13 de mayo de 2014, llegaron a Túnez entre 600 000 y un millón de refugiados libios. Una gran parte de ellos eran adversarios políticos de las actuales fuerzas en el poder en Libia, y muchos otros eran seguidores de la Jamahiriya de Muamar el Gadafi. Esto corresponde a entre el 10 % y el 15 % de la población antes de la intervención de la OTAN.
Según la periodista Barbara Slavin, en el periódico neoyorquino Al Monitor el 5 de agosto de 2014, el presidente tunecino Moncef Marzouki declaró que dos millones de ciudadanos libios, o un tercio de la población de Libia antes de la intervención de la OTAN, se refugiaron en Túnez. 

## Historia

### Éxodo
En la huida de la violencia de Trípoli por carretera, hasta 4.000 refugiados atravesaban la frontera entre Libia y Túnez diariamente durante los primeros días de la guerra civil de 2011. Entre los que escapaban de la violencia había libios nativos, así como ciudadanos extranjeros, incluyendo egipcios, tunecinos y turcos.
A 1 de marzo de 2011, oficiales de la Oficina del Alto Comisionado de las Naciones Unidas para los Refugiados (ACNUR) habían confirmado alegaciones de discriminación contra los africanos subsaharianos que fueron retenidos en condiciones peligrosas en la tierra de nadie entre Túnez y Libia. El 10 de mayo de 2011, The Week publicó un artículo que proclamaba que apenas 746 000 personas habían escapado de Libia desde que comenzó la guerra.
Se instaló un campo de refugiados provisional en Ras Ajdir, en la frontera entre Libia y Túnez, y tenía una capacidad de 10 000 personas. Sobrepasó dicha capacidad de 20 000 a 30 000 refugiados. Para el 3 de marzo de 2011, se describió la situación como una pesadilla logística por la Organización Mundial de la Salud que alertaba del riesgo de epidemias. A fin de responder a las necesidades de las personas residentes en el paso fronterizo de Ras Ajdir en Túnez, la PMA (Programa Mundial de Alimentos) y Secours Islamique-France actualizaron la cocina que proporcionaría desayunos a las familias. Por otro lado, el CICR (Comité Internacional de la Cruz Roja) informó que estaba transfiriendo las operaciones en el Campo Choucha a la Media Luna Roja Tunecina. Desde el 24 de marzo de 2011, la PMA abasteció alrededor de 42 500 platos cocinados para los TCN (Redes e Informática Tunecinas) en la frontera de Sallum. También se hizo suministro de un total de 1.650 cartones de barritas nutritivas de dátiles (equivalente a 13,2 toneladas) para complementar estas comidas.
Entre el 5 y el 12 de abril de 2011 más de 500 libios, la mayoría de los cuales era de etnia bereber, huyeron de sus hogares en las montañas Nafusa situadas en Libia y se refugiaron en el área de Dehiba, al sudeste de Túnez.
The Sunday Telegraph relataba el 11 de septiembre que los guerrilleros contrarios a Gaddafi habían forzado a casi toda la población de Tawergha, una localidad de aproximadamente 10 000 personas, a abandonar sus hogares después de la toma de poder del asentamiento. El informe comentaba que Tawergha, que se encontraba dominada por libios de raza negra, podría haber sido objeto de una limpieza étnica, resultado de una combinación de racismo y rencor por parte de los soldados de Misurata, ya que Tawergha había apoyado a Gaddafi durante el asedio de Misurata.
El 1 de octubre de 2011, Abdelhamid al-Mendi, oficial de Cruz Roja declaró que más de 50 000 libios habían dejado sus casas en Benghazi desde que la guerra había empezado en el mes de febrero.

### Después de la guerra de 2011
En enero de 2013, se recontaron un total de 5252 refugiados de origen libio junto a 59 425 desplazados internos. Sin embargo, un artículo de Le Monde del 14 de mayo de 2014 afirmaba que “la estimación de estas cifras varia entre 600 000 y un millón según el ministro del Interior tunecino. Si tenemos en cuenta a dichos refugiados, muchos de ellos con residencia también en Egipto, serían un total de casi dos millones de libios fuera de las fronteras a día de hoy, cuando la población total cuenta tan solo con algo más de seis millones de habitantes.”
Según declaró la periodista Barbara Slavin en Al Monitor el 5 de agosto de 2014, el presidente de Túnez, Moncef Marzouki, afirmó que dos millones de libios, o un tercio de la población de Libia antes de la intervención de la OTAN, habían sido acogidos en Túnez.

#### Actuales áreas de residencia
Benghazi es el área que alberga la mayor parte de desplazados internos identificados, con 115 000 desplazados internos residiendo ahí, que como grupo representa (27.6%) de todos los desplazados internos en Libia. Esto es seguido por Ajdabiya con 31 750 desplazados internos (7,6%), Al Baida con 21 500 desplazados internos (5,2%), Abu Salim con 21 475 desplazados internos (5.1%), Bani Waled con 20 000 desplazados internos (4,8%), Alzintan con 19 425 desplazados internos (4.7%), Tobruk con 16 375 (3.9%), Al Ajaylat con 13,5000 desplazados internos (3.2%), Janzour con 10 105 desplazados internos (2,4%), Sabha con 7215 (1,7%) y Tarhuna con 7150 desplazados internos (1,7%). Entre todos, estos 10 lugares representan el 67,9% de la población de desplazados internos. Las 31 localidades que se muestran en la tabla de a continuación, albergan, en conjunto, el 87,1% de la población de desplazados internos.

## Inmigración a Europa
Después de la revolución de Túnez en 2011 y la guerra civil en Libia, la isla italiana Lampedusa fue testigo de un auge en llegadas irregulares de refugiados en esos países. En febrero, el ministro extranjero italiano Frattini expresó su preocupación por el número de refugiados libios que intentaban llegar a Italia. Este podría alcanzar entre las 200 000 y 300 000 personas. Más de 45 000 refugiados llegaron a Lampedusa en los primeros cinco meses de 2011.